# BEPS
BEPS (英: Base Erosion and Profit Shifting、税源浸食と利益移転)とは、現地税制や国際課税原則の観点からは合法ではあるが、法人税収を著しく減少させる国際的税務プランニングのこと。

## 用語の意味
- 税源浸食
  - 課税所得を人為的に減少させること
- 利益移転
  - 経済活動の実態のない国（主として低税率国）に利益を移転させること

## 概要
多国籍企業が、自らの活動の実態と現行の国際課税ルールや各国の税制の間にずれが生じていることを奇貨として、グループ各企業の事業活動を通じて得られた収益（＝税源）を侵食させ、あるいは、タックス・ヘイヴンなどの軽課税国等に利益を移転させることにより、結果としてどの国においても課税されない国際的二重非課税の状況を作り出し、合法的に税負担を減少させ、税引後利益を増大させること。

## 背景
- 各国の税収の減少と財政赤字が拡大する中、多国籍企業による、軽課税国への利益移転などの過度の節税策が問題視されるようになった。
- 国際電子商取引の拡大に対し、従来の国際課税ルールや各国国内税法が多国籍企業の動きに比して内容及び改正スピードの点で十分とはいえず、グローバルビジネスを税務面から捕捉する上で陳腐化・硬直化が目立つようになった。

## 各国政府側の対策
- 2012年6月、OECDにおいてBEPSへの対応策を議論するBEPSプロジェクトが発足する
- 2013年2月、BEPSに関する初期的報告書(Addressing Base Erosion and Profit Shifting)が公表される
- 2013年7月、BEPSに対する具体的な対応策として15のアクション・プランからなるBEPS行動計画（Action Plan on Base Erosion and Profit Shifting）がまとめられ、G20の支持を得て公表される